# الوزير جاي (فلم)
الوزير جاي، فيلم مصري إنتاج عام 1986. الفيلم يتناول الفساد الإداري في المصالح الحكومية في إطار كوميدى من خلال إستعداد إحدى المصالح بالقيام بإستدعاء عدد من الكومبارس يقوموا بعمل تمثيلية أثناء زيارة الوزير للمصلحة

## قصة الفيلم
البشارى جعدار(وحيد سيف)مدير عام المصلحة الحكومية ووكيله شيشماوى (اسامه عباس)ومدير الإدارة ظنانا افندى(لطفى عبد الحميد)ملوك الروتين، فأى مستند يخرج من عندهم لابد له من 1523 توقيع، كما أن رئيس القسم الزعتراوى قد مات وحضروا جميعا جنازته، ولكنه كان مقطوع من شجرة فلم يصلهم مايفيد موته رسميا، مثل شهادة وفاة أو إعلام وراثة، لذلك اعتبروه بإجازة وتعطلت كل مصالح المواطنين منتظرين انتهاء اجازته للتوقيع، حتى ان رئيس القسم بالإنابة فرغلى(محمود ابوزيد)مشغول طول الوقت بفك رباط الجزمة، ويحلم بالزواج من الست مازوره(كوثر رمزى)التي تستغل مواهبها بالتفصيل داخل المصلحة، ويقوم بالتوفيق بينهما سالك(سيد زيان)فراش بوفيه المصلحة، ويعمل بالخارج كومبارس في السيما. صابر أيوب(عبد السلام محمد)كان يعمل بالمصلحة قبل ثلاثون عاما لمدة 10 سنوات، قبل انتقاله لمصلحة الأملاك، وبعد خروجه للمعاش، أراد أن يضم المدة السابقة ليزيد معاشه 10 جنيهات، وتستطيع زوجته رتيبه(هانم محمد)من تحقيق حلمها بامتلاك "كابشن ماشين"لدق وفرم وكب اللحمة، رغم عدم رؤيتهم لها إلا نادرا. احتاج صابر لإمضاء الزعتراوى، فأجلسه فرغلى على مكتبه في انتظاره، وكلفه بمساعدته بعمله على سبيل التسلية، وحدث ان احتاجت الراقصة مواهب لتوقيع الزعتراوى، فطلب جعدار من صابر افندى أيوب التوقيع بدلا منه وصارت سنة، بقضاء مصالح الناس بتوقيع صابر أيوب، رغم انه غير موظف في المصلحة، ولما أراد صابر ان يوقع على أوراقه بدلا من الزعتراوى، رفض جعدار فترك صابر المصلحة، فتعطلت مصالح الناس، وبحثوا عن عنوان صابر في ملفه فلم يجدوا له ملف، واتهموا الموظف المختص بضياع الملف، وطالبوا صابر ببدل فاقد. اقترح سالك ان يتقدم صابر بطلب التماس لإعفاءه من توقيع الزعتراوى على أن ينوب أحدهم عنه في تقديم الالتماس، ووقع الاختيار على عوف متولى (أحمد بدير)ابن خالة صابر، والذي دخل في رحلة طويلة من الروتين استنفذت الجهد والمال، حتى تمكن عوف متولى من الحصول على موافقة تعفيه من توقيع الزعتراوى، لكن للأسف كان صابر قد مات. وصلت اخبار بزيارة السيد الوزير (صلاح قابيل)للمصلحة، فأصيب جعدار بالتوتر الشديد، لرغبته في نيل رضاء الوزير كى يرقيه لدرجة وكيل وزاره، وتفنن في كيفية نفاق السيد الوزير، وشاركه النفاق ظنانا افندى وشيشماوى وألفوا الأغاني واحضروا النباتات المزهرة، كما لجأ شيشماوى لحيلة ساعده فيها سالك، إذ أحضر مجموعة من الكومبارس لكى يقومون بدور المواطن والموظف امام الوزير، الذي حضر وشاهد كيف ان المواطن(مختار أمين) يذل أخيه الموظف (حمدى سالم) ويصفعه على وجهه امام الوزير الذي استدعى البوليس، فاضطر المواطن للاعتراف للوزير بأنه كومبارس يقوم بتمثيلية أمامه، فأسقط في يد جعدار و شيشماوى و ظنانا أفندى.

## الممثلون
- وحيد سيف (المدير العام جعدار)
- سيد زيان (السالك)
- أسامة عباس (شيشماوي)
- أحمد بدير (متولي عوف)
- محمود أبو زيد (فرغلي)
- عبد السلام محمد (صابر أيوب)
- صلاح قابيل (الوزير (ضيف الفيلم))
- فتحية قنديل
- عزة لبيب (فتنة)
- لطفي عبد الحميد (ظنانا أفندي)
- أنور مدكور
- هانم محمد (رتيبة زوجة صابر)
- محمد الصاوي (محسن)

## روابط خارجية
- مقالات تستعمل روابط فنية بلا صلة مع ويكي بيانات